# Boyer (Saône-et-Loire)
Boyer település Franciaországban, Saône-et-Loire megyében. Lakosainak száma 726 fő (2022. január 1.). Boyer Gigny-sur-Saône, Jugy, Ormes, Sennecey-le-Grand, Simandre, Tournus és Vers községekkel határos.

## Népesség
A település népességének változása:
| Lakosok száma | 691  | 700  | 720  | 719  | 723  | 729  | 729  | 727  | 726  |
|               | 2013 | 2015 | 2016 | 2017 | 2018 | 2019 | 2020 | 2021 | 2022 |